# Clément Petsoko
Clément Petsoko est un naturopathe, et entrepreneur camerounais,.

## Carrière
Il est le promoteur la boisson amincissante 3Z/H.
En 2006, les laboratoires Morgan et Wilfried qu'il dirige mettent sur pieds un produit bio, compléments alimentaires, issus de l’agriculture locale biologique.
Base au Cameroun, le produit se distribuera rapidement à l’international.
Il est l'auteur de l'ouvrage : Ali Bongo Ondimba "Un sésame pour la nouvelle Afrique ?".